# Alexander Baumjohann
Alexander Baumjohann (Waltrop, 23 de janeiro de 1987) é um ex-futebolista alemão que atua como meia. Seu último clube defendido foi o Sydney.

## Carreira

### FC Schalke 04
Em 2004, com apenas 17 anos, Baumjohann assinou o seu primeiro contrato profissional no Schalke 04 com o treinador Jupp Heynckes.

### Borussia Münchengladbach
Em Janeiro de 2007, Baumjohann foi contratado pelo Borussia Mönchengladbach, assinado um contrato ate Junho de 2009. O seu primeiro gol na Bundesliga contra o Werder Bremen foi eleito o gol mais bonito do ano na Alemanha.

### Bayern München
Em julho de 2009, Baumjohann foi contratado pelo Bayern München, assinando um contrato até junho de 2012. Acabou sendo contratado pelo Schalke 04 em 3 de janeiro de 2010.

### FC Schalke 04
Em Janeiro de 2010, Baumjohann voltou para o FC Schalke 04 , onde conquistou a Copa da Alemanha e a Super Copa da Alemanha em 2011.

### 1.FC Kaiserslautern
Em agosto de 2012, Baumjohann foi contratado pelo 1.FC Kaiserslautern.

### Hertha BSC
Em Junho de 2013 , Baumjohann foi vendido para o Hertha BSC onde ficou 4 temporadas.

### Coritiba
Em 4 de julho de 2017 foi anunciado pelo Coritiba, sua estreia foi contra o Cruzeiro no dia 18 de outubro.

## Vida pessoal
É casado com a Brasileira Tatiane Baumjohann há 10 anos, com quem tem uma filha de 9 anos (Melissa) e uma de 5 anos (Milena). Baumjohann fala português fluente.

## Títulos
FC Bayern München
- Bundesliga: 2010
- DFB-Pokal: 2010

FC Schalke 04
- U19 DFB-Pokal: 2005
- DFL-Ligapokal: 2005
- DFL-Supercup: 2011
- DFB-Pokal: 2011